# Перейра да Силва, Матеус
Матеус Перейра да Силва (порт. Matheus Pereira da Silva более известный, как Матеус Перейра порт. Matheus Pereira; родился 25 февраля 1998 года в Сан-Паулу, Бразилия) — бразильский футболист, атакующий полузащитник клуба «Эйбар».

## Клубная карьера
Перейра — воспитанник клуба «Коринтианс». 23 августа 2015 года в матче против «Крузейро» он дебютировал в бразильской Серии A, заменив во втором тайме Жадсона. 27 августа в поединке Кубка Бразилии против «Сантоса» Матеус впервые вышел в стартовом составе. В своём дебютном сезоне он стал чемпионом Бразилии.
Летом 2016 года Перейра перешёл в итальянский «Эмполи», в качестве адаптации перед переходом в «Ювентус». 6 ноября в матче против «Пескары» он дебютировал в итальянской Серии A. В начале 2017 года Матеус на правах аренды присоединился к «Ювентусу».
Летом того же года для получения игровой практики Матеус на правах аренды перешёл во французский «Бордо».

## Международная карьера
В 2015 года в составе юношеской сборной Бразилии Перейра выиграл юношеский чемпионат Южной Америки в Парагвае. На турнире он сыграл в матчах против команд Венесуэлы, Эквадора, Перу, Уругвая, а также дважды Парагвая и Колумбии.

## Достижения
Клубные
 «Коринтианс»
- Чемпионат Бразилии по футболу — 2015

Международные
 Бразилия (до 17)
- Юношеский чемпионат Южной Америки — 2015